# چوکش
چوکَش (به لاتین: Çükəş) یک منطقه مسکونی در جمهوری آذربایجان است که در شهرستان آستارا و در دهیاری سپیدپرد واقع شده است.

## ریشه واژه
چو یا جو در زبان تالشی به‌معنی چوب و کَش به جوی آب باریک گفته می‌شود و چوکش یعنی چوب یا یک پل چوبی که بر روی یک باریکه آب یا کانال آب قرار گرفته است.